# Ed Lu
Edward Tsang "Ed" Lu (en chino 盧傑 o bien Lú Jié; nacido el 1 de julio de 1963) es un físico americano y anteriormente astronauta de la NASA. Realizó dos misiones en los transbordadores espaciales y lo amplió con una estancia de larga duración a bordo de la Estación Espacial Internacional.